# Морхузен (Вильстермарш)
Морхузен (нем. Moorhusen) — община в Германии, в земле Шлезвиг-Гольштейн.
Входит в состав района Штайнбург. Подчиняется управлению Итцехё-Ланд. Население составляет 84 человека (на 31 декабря 2010 года). Занимает площадь 4,68 км².